# Talltorp, Håbo kommun
Talltorp är en bebyggelse söder om Bålsta vid Mälaren i Håbo kommun. Från 2020 avgränsar SCB här en småort.